# Jeff Johnson
Jeff Johnson, diminutivo di Jeffrey David Johnson (Cardiff, 26 novembre 1953) è un ex calciatore gallese, di ruolo centrocampista.

## Carriera
Johnson esordisce tra i professionisti nella stagione 1970-1971 quando, ancora diciassettenne, gioca 5 partite nella prima divisione inglese con il Manchester City, con cui poi disputa un'ulteriore partita nella stagione 1971-1972, terminata la quale passa in prestito ai gallesi dello Swansea City, con i quali nella stagione 1972-1973 mette a segno 5 reti in 38 presenze nella terza divisione inglese. Nel dicembre del 1973, dopo una breve parentesi senza presenze al City, viene poi ceduto a titolo definitivo ai londinesi del Crystal Palace, con i quali gioca 22 partite in seconda divisione, segnandovi anche 2 reti. A fine stagione i Glaziers retrocedono però in terza divisione, categoria in cui di fatto Johnson milita nelle sei stagioni successive (due ancora al Crystal Palace e poi quattro, dal 1976 al 1980, con lo Sheffield Weds, club con cui poi nella stagione 1980-1981 gioca 34 partite in seconda divisione).
Dal 1981 al 1985 il centrocampista gioca poi nuovamente per quattro anni in terza divisione: prima segna 2 gol in 34 presenze con i gallesi del Newport County nella stagione 1981-1982, e poi dal 1982 al 1985 veste la maglia del Gillingham, con cui totalizza complessivamente 5 reti in 88 incontri di campionato disputati. Si ritira infine nel 1987, all'età di 34 anni, dopo una stagione in quarta divisione al Port Vale (10 presenze) ed una stagione trascorsa giocando con i semiprofessionisti del Barrow.
In carriera ha totalizzato 443 presenze e 22 reti nei campionati della Football League.